# Fyr og flamme (film)
|  | Denne artikel er oprettet af botten PalnaBot ud fra en ekstern database. Den kan derfor have sproglige fejl eller mangler. Denne skabelon kan fjernes efter kontrol af indholdet. |

 Ikke at forveksle med Fyr og Flamme (musikduo).
Fyr og flamme er en kortfilm fra 1994 instrueret af Franz Ernst efter manuskript af Franz Ernst.

## Handling
En tændstik sættes til en lunte, og ilden løber hastigt spruttende mod den kommende eksplosion -nærbillede af øje, stopurets ubønhørlige, fortløbende tikken, mennesker med mystisk mission, vindretning vurderes, muligt uvejr, lille pige i hvid kjole alene i mørk park, borgerskabets diskrete charme - sporene samles og trådene knyttes mod - ja mod selve miraklet, det ultimative klimaks, det kunstneriske udtryk i denne elegante filmiske leg, der i thrillerens form er en legende hyldest til et menneske med et aparte erhverv. Indgår også på vhs i antologien »Så er der forfilm 2«.